# Freeport (Michigan)
Freeport é uma vila localizada no estado americano de Michigan, no Condado de Barry.

## Demografia
Segundo o censo americano de 2000, a sua população era de 444 habitantes.
Em 2006, foi estimada uma população de 446, um aumento de 2 (0.5%).

## Geografia
De acordo com o United States Census Bureau tem uma área de
2,0 km², dos quais 2,0 km² cobertos por terra e 0,0 km² cobertos por água. Freeport localiza-se a aproximadamente 240 m acima do nível do mar.

## Localidades na vizinhança
O diagrama seguinte representa as localidades num raio de 16 km ao redor de Freeport.